# مائوریسیو دل کاستیلو
مائوریسیو دل کاستیلو (انگلیسی: Mauricio del Castillo؛ زادهٔ ۱۰ مارس ۱۹۹۶) بازیکن فوتبال اهل آرژانتین است. 
از باشگاه‌هایی که در آن بازی کرده‌است می‌توان به باشگاه اتلتیکو ایندپندینته اشاره کرد.